# Адамич, Крешимир
Крешимир Адамич (хорв. Krešimir Adamić; 13 августа 1938, Шпишич-Буковица, Вировитицко-Подравская жупания — 2 мая 2015, Анн-Арбор, Мичиган) — югославский и американский физик, университетский преподаватель и исследователь магнитно-резонансной томографии с использованием радиоспектроскопии. Известен как создатель первой в мире образовательной программы по физике полимеров.

## Биография
Крешимир Адамич родился в 1938 году на востоке Хорватии. В 1962 году окончил обучение на факультете естественных наук Загребского университета, там же через три года он получил докторскую степень за диссертацию по теме «Магнитно-резонансная томография крахмала». С 1962 по 1975 год Адамич работал в Институте Руджера Бошковича, где прошёл путь от ассистента до научного сотрудника. В 1976 году он стал членом Совета по технологическому развитию Федерации инженеров и техников Хорватии.
Начиная с 1978 года, Адамич в звании доцента десять лет проработал на текстильном отделении технического факультета Загребского университета, после чего переехал в США, где преподавал и проводил исследования в Хантерском, Политехническом Нью-Йоркском, Кейс-Вестерн-Резерв и Университете Северного Колорадо. Проводимые Адамичем исследования в университетах, были связаны с изучением физики полимеров и радиоспектроскопии, как одного из элементов магнитно-резонансной томографии. Результаты своих изысканий Крешимир Адамич отобразил в первых мире образовательных курсах по физике полимеров и на страницах как югославских научных журналов, вроде «Croatica Chemica Acta», так и периодических изданий США, СССР, ФРГ и Канады. Умер Крешимир Адамич 2 мая 2015 года в американском Анн-Арборе.